# Fundamenteel domein

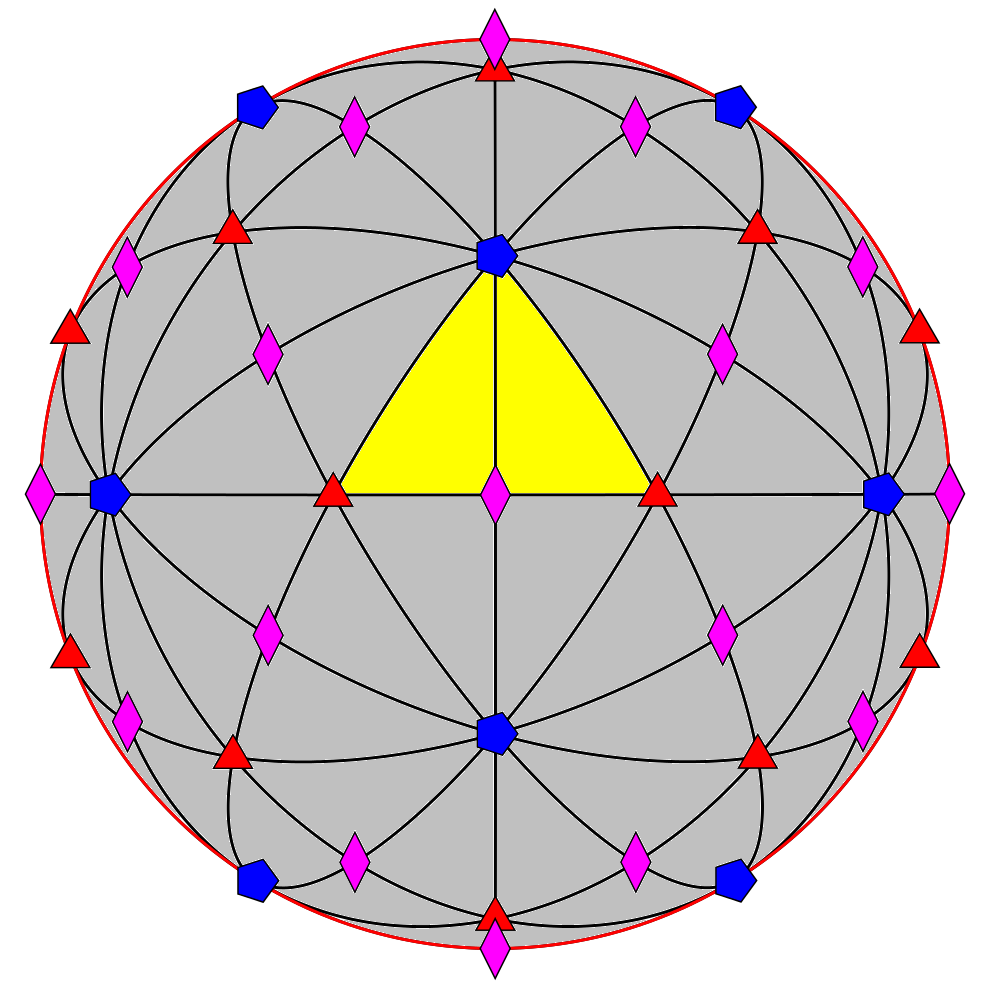
bol met fundamenteel domein, rotatie-assen en spiegelvlakken
fundamenteel domein
tweevoudige rotatie-as
drievoudige rotatie-as
vijfvoudige rotatie-as
De lijnen over de bol geven de spiegelvlakken aan.

Een fundamenteel domein voor de groepswerking van een symmetriegroep op een ruimte {\displaystyle R} is een samenhangend deel {\displaystyle D} van {\displaystyle R} waarvan de beelden van de groepswerking een partitie vormen. Dat houdt in dat {\displaystyle D} van elke baan van de groep precies één punt bevat.
Het is een domein dat willekeurig "ingekleurd" kan worden bij het kiezen van een object dat ten minste de betreffende symmetrie heeft, het principe van een caleidoscoop. Het aantal punten van het fundamenteel domein kan worden gezien als het aantal vrijheidsgraden van objecten met de betreffende symmetrie.
De "kleur" van elk punt van het fundamenteel domein bepaalt de kleur van de baan van dit punt bij deze symmetriegroep. De banen vormen samen een partitie van de ruimte.
Een symmetriegroep heeft niet een eenduidig fundamenteel domein, want elk punt kan vervangen worden door een ander punt van zijn baan. Het eenvoudigst en meest voor de hand liggend is de keuze voor een aaneengesloten gebied van eenvoudige vorm. Er zijn dan nog steeds soms meerdere even eenvoudige mogelijkheden. De figuur toont het vooraanzicht van een bol met icosahedrale symmetrie, met daarbij de rotatie-assen en een fundamenteel domein. De verbindende grote cirkels geven aan waar de spiegelvlakken de bol snijden.
Bij discrete achirale symmetrie zijn er in 1D een of meer spiegelpunten, in 2D een of meer spiegellijnen en in 3D een of meer spiegelvlakken, met als verzamelnaam spiegel. Eventueel gaat het om glijspiegeling. Als het een eindige symmetriegroep is, is er geen glijspiegeling, en gaan de spiegels door een centraal punt. De spiegels verdelen de ruimte dan in zoveel vakken als de orde van de symmetriegroep. De eenvoudigste versie van het fundamenteel domein is zo'n vak inclusief de spiegeldelen die het vak begrenzen.
Bij chirale versies van deze symmetrieën is het fundamenteel domein twee keer zo groot. Bij bijvoorbeeld Ih is het hiervoor genoemde fundamenteel domein de 3D-sector tussen drie bij elkaar gelegen assen, van rotatiesymmetrie van orde 5, 3, 2. Voor de chirale versie vormen twee aanliggende vakken samen een fundamenteel domein, met als mogelijkheden de 3D-sector tussen drie bij elkaar gelegen assen van orde 5, 3, 3 of 5, 5, 3, of tussen vier bij elkaar gelegen assen van orde achtereenvolgens 5, 2, 3, 2. Bij chirale symmetrie bevatten de zijvlakken punten van dezelfde baan, en behoren daarom maar voor een deel tot het fundamenteel domein. Bij bijvoorbeeld alleen maar één as van rotatiesymmetrie is het fundamenteel domein beperkt tot het binnengebied, de as en een van de beide halfvlakken die het deel van de ruimte begrenzen.

## Definitie
Noem {\displaystyle G} een groep en {\displaystyle A} een verzameling, die als domein van {\displaystyle G} is te zien. {\displaystyle G} werkt dus op {\displaystyle A}. Voor ieder element {\displaystyle g\in G} en {\displaystyle x\in A} is {\displaystyle g(x)} gedefinieerd. Een deelverzameling {\displaystyle V\subset A} heet een fundamenteel domein van de groepswerking van {\displaystyle G} op {\displaystyle A} wanneer
- {\displaystyle \bigcup _{g\in G}g(V)=A} en
- voor alle {\displaystyle W\subset A}, {\displaystyle W\neq V}, waarvoor er een {\displaystyle g\in G} is, zodat {\displaystyle g(V)=W} en voor alle {\displaystyle h,k\in G}, {\displaystyle h\neq k}, is {\displaystyle h(V)\cap k(V)=\emptyset } of {\displaystyle h(W)\cap k(W)=\emptyset }.

{\displaystyle A} is een metrische ruimte.

## Voorbeelden
Een eenheidscel in een kristalrooster is het fundamentele domein van alleen de translatiesymmetrie in het kristalrooster.
Voorbeelden in 1D
- bij discrete translatiesymmetrie één translatie-interval, met begin naar keuze, en met naar keuze het beginpunt òf het eindpunt daarvan erbij. Het "ingekleurde" translatie-interval vormt één cyclus, die zich dus steeds herhaalt.
- bij discrete translatiesymmetrie met spiegeling een gesloten interval van een spiegelpunt tot en met het volgende, op de helft van de  translatie-interval. Dit "ingekleurde" fundamentele domein wordt gevolgd door het spiegelbeeld. Samen vormen deze één cyclus.
- bij uniformiteit een punt

Voorbeelden in 2D
- bij een puntgroep in 2D een sector van 2π radialen gedeeld door de orde van de symmetriegroep, bij een achirale puntgroep van een spiegel (halfrechte) tot en met de volgende, bij een chirale met naar keuze de eerste of de tweede halfrechte erbij, inclusief het centrale punt van de symmetrie
- bij strookpatroongroepen een strook met als breedte de lengte van de translatievector of de helft daarvan, en in de lengterichting als een rechte of halfrechte. De zijkanten van de strook zijn niet altijd geheel inbegrepen.
- bij behangpatroongroepen het daar in de figuren aangegeven gele deel, bijvoorbeeld:
  - bij behangpatroongroep p4:
    - een vierkant waarvan twee tegenover elkaar liggende hoekpunten orde-4 rotatiepunten op minimale afstand zijn, met inbegrip van de zijden aan één kant van de diagonaal door deze twee hoekpunten
    - een rechthoekige gelijkbenige driehoek waarvan de hoekpunten orde-4 rotatiepunten zijn, met de lengte van de rechthoekszijden de minimale afstand tussen orde-4 rotatiepunten, met inbegrip van één rechthoekszijde en de helft van de hypotenusa
- bij uniformiteit in één richting een lijn in een andere richting.
- bij cirkelsymmetrie een halfrechte beginnend bij het centrum van de symmetrie.
- bij volledige uniformiteit een punt.

Voorbeelden in 3D
- bij een puntgroep in 3D een 3D sector van 4π steradialen gedeeld door de orde van de symmetriegroep:
  - T: de 3D sector tussen drie bij elkaar gelegen assen van orde 3, 3, 3, 2 of 3, 2, 3, 2
  - Th: de 3D sector tussen drie bij elkaar gelegen assen van orde 3, 2, 2
  - Td: de 3D sector tussen drie bij elkaar gelegen assen van orde 3, 3, 2
  - O: de 3D sector tussen drie bij elkaar gelegen assen van orde 4, 3, 3 of 4, 4, 3 of 4, 2, 3, 2
  - Oh: de 3D sector tussen drie bij elkaar gelegen assen van orde 4, 3, 2
  - I: de 3D sector tussen drie bij elkaar gelegen assen van orde 5, 3, 3 of 5, 5, 3 of 5, 2, 3, 2
  - Ih: de 3D sector tussen drie bij elkaar gelegen assen van orde 5, 3, 2
- bij uniformiteit in één richting een vlak loodrecht daarop.
- bij cilindersymmetrie een halfvlak beginnend bij de symmetrie-as.
- bij schroefsymmetrie een vlak loodrecht op de as.
- bij uniformiteit in twee richtingen een lijn in de richting loodrecht op die twee richtingen.
- bij de symmetrie van een oneindige cilinder een halfrechte loodrecht op de symmetrie-as.
- bij bolsymmetrie een halfrechte beginnend bij het centrum van de symmetrie.
- bij volledige uniformiteit een punt.

Translatie- of rotatiesymmetrie met een klein aantal punten per fundamenteel domein kan bij gelijkmatige ligging van de punten reflectiesymmetrie impliceren:
- bij een of twee punten, ongeacht de grootte van het "kleurenpalet", de verzameling mogelijke waarden van de functies x: men krijgt hoogstens twee kleuren om en om;
- bij drie, vier of vijf punten en slechts twee "kleuren", bij vijf punten heeft men het patroon aaabbaaabbaaabb.. of aababaababaabab.., reflectiesymmetrie kan niet worden vermeden.

Bij zes punten en slechts twee "kleuren" is wel een chirale figuur mogelijk, in het patroon abbaababbaababbaab...